# Felsenkeller

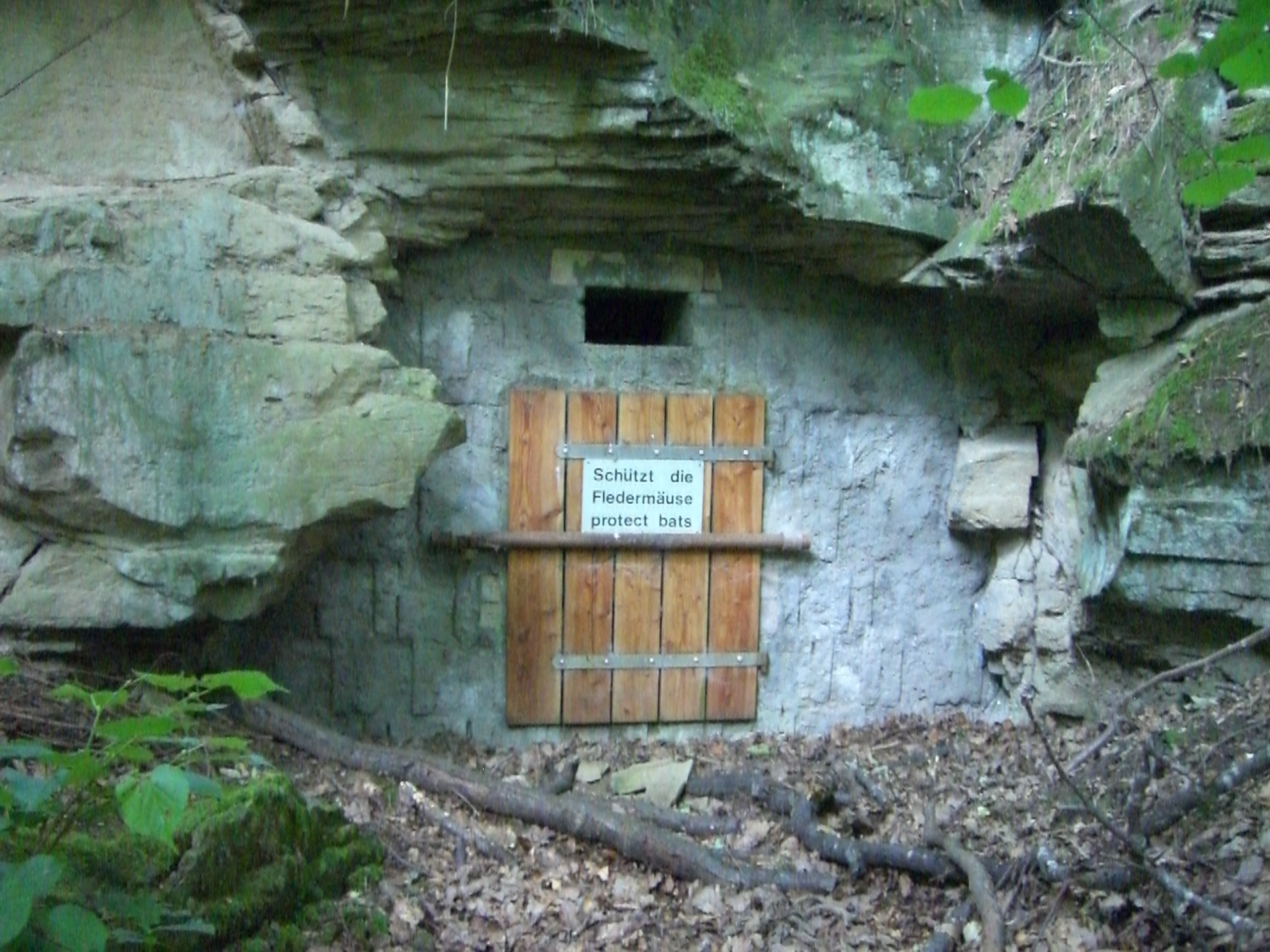
Felsenkeller mit Fledermausschutz

Ein Felsenkeller ist ein meist komplett in Stein gehauener Keller. Mitunter existieren in Regionen mit zu hartem (schlechte Bearbeitbarkeit des Gesteins) oder zu weichem Fels (Einsturzgefahr) Übergangsformen zu Gewölbekellern, die nur teils oder gar nicht in den Fels gehauen sind und mit einem Gewölbe aus Steinblöcken überdacht wurden.

## Geschichte

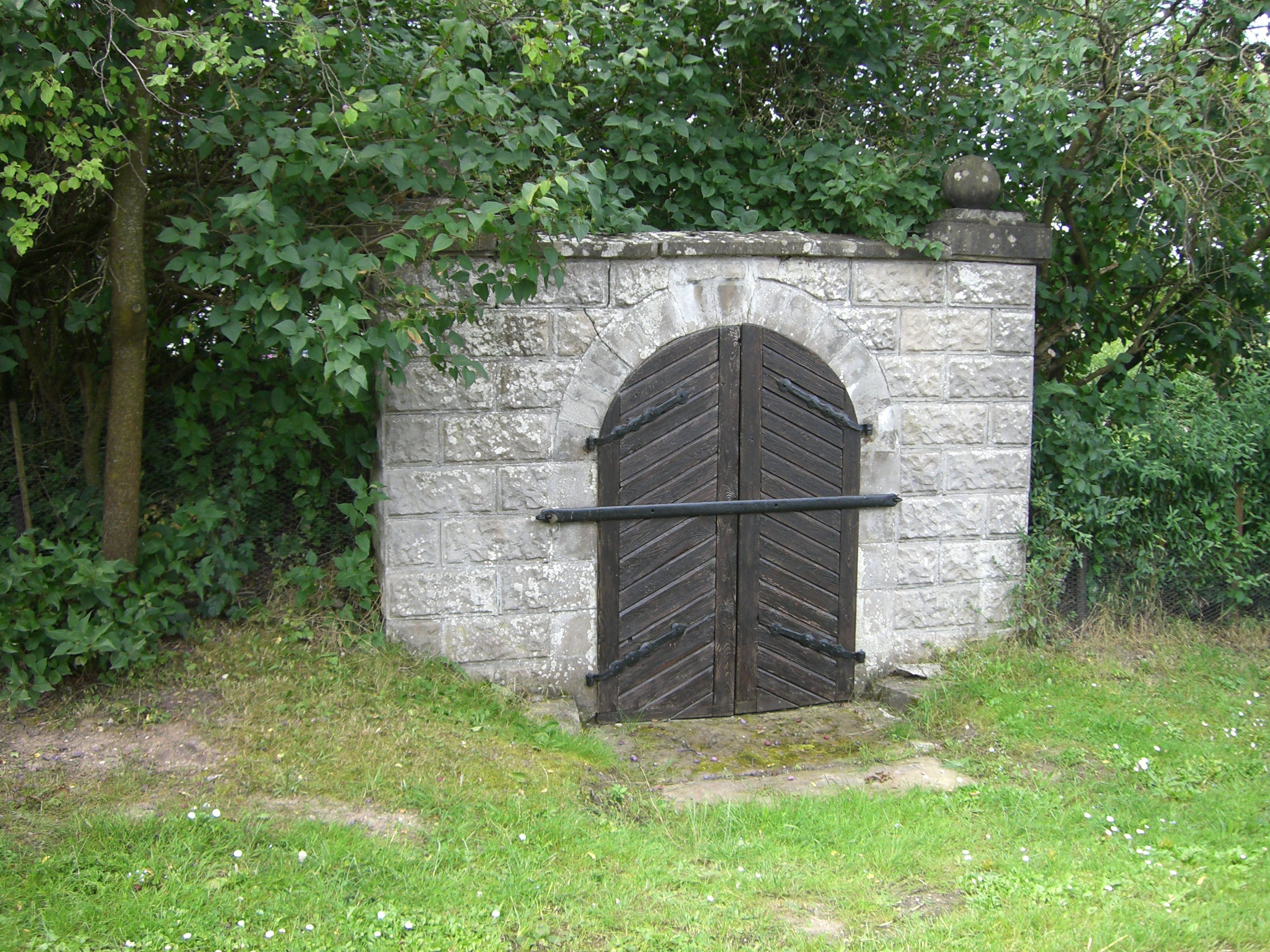
Gemauerter Eingang eines Felsenkellers in Wiebelsheim

Ursprünglich dienten Felsenkeller wegen der darin vorherrschenden, gleichmäßig niedrigen Temperaturen (8–12 °C im Durchschnitt) primär der Lagerung von Bier und landwirtschaftlichen Erzeugnissen.
Aus diesem Grund wurden in unmittelbarer Nähe zu größeren Felsenkeller-Anlagen häufig Gaststätten oder Biergärten geschaffen, die sich vor allem im Sommer großer Beliebtheit erfreuen.
Während anfänglich private Haus- und Lagerkeller noch ausreichten, gelangten die Kapazitäten bei zunehmender Produktionsmenge agrarischer Produkte oder steigendem Bierkonsum im Zuge der Industrialisierung an ihre Grenzen. Wo die Gesteinsschichten es erlaubten, erfolgte der Kellerbau vieler Privatleute oder sog. Kellergemeinschaften außerhalb der Ortschaften und oft in Wäldchen, wo schattenspendende Bäume im Sommer zusätzlich die Bodentemperatur senken konnten.

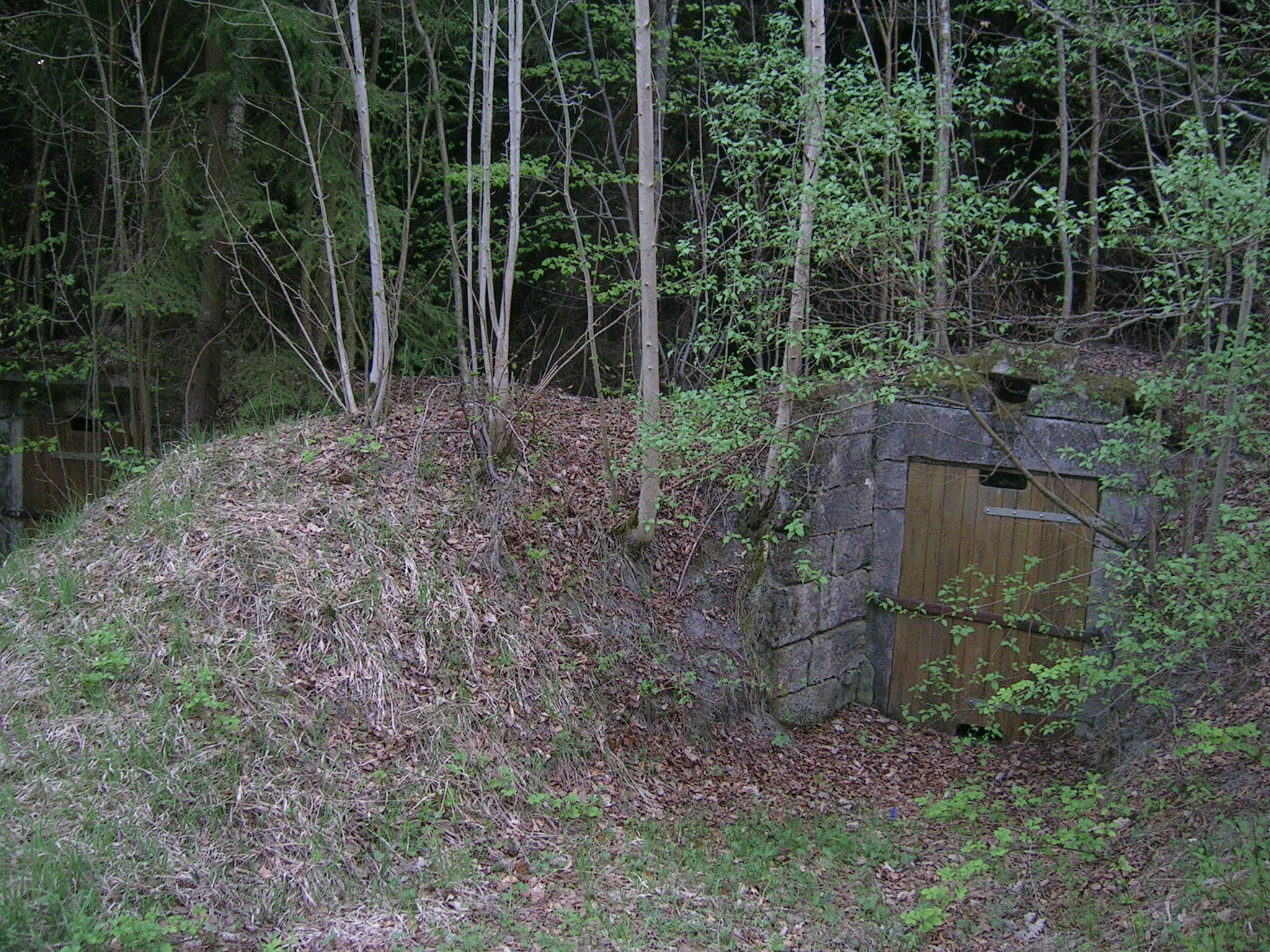
Felsenkeller in der Wüstung Erlebach

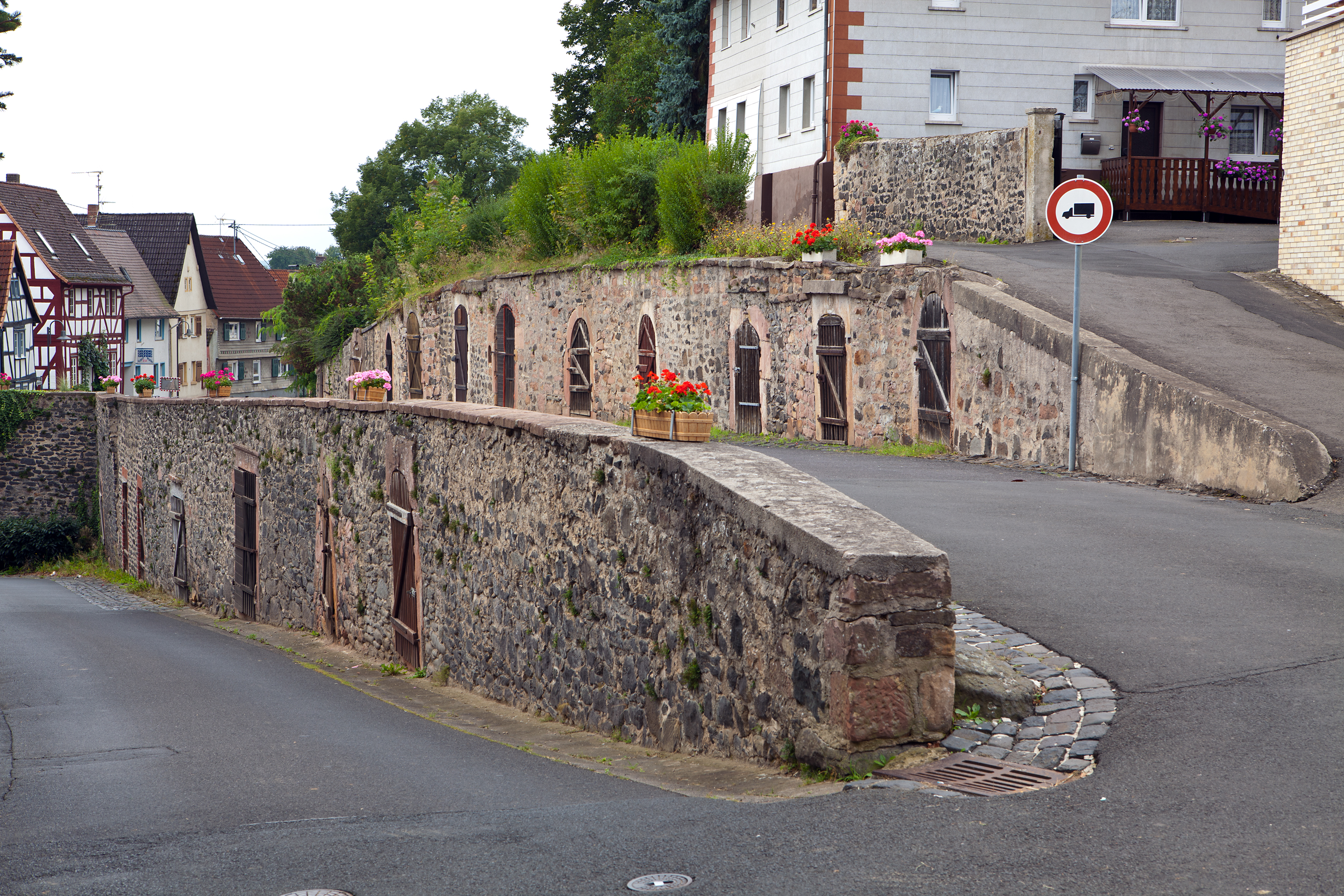
Eingang zu den Felsenkellern unter der evangelischen Kirche in Dauernheim, Gemeinde Ranstadt

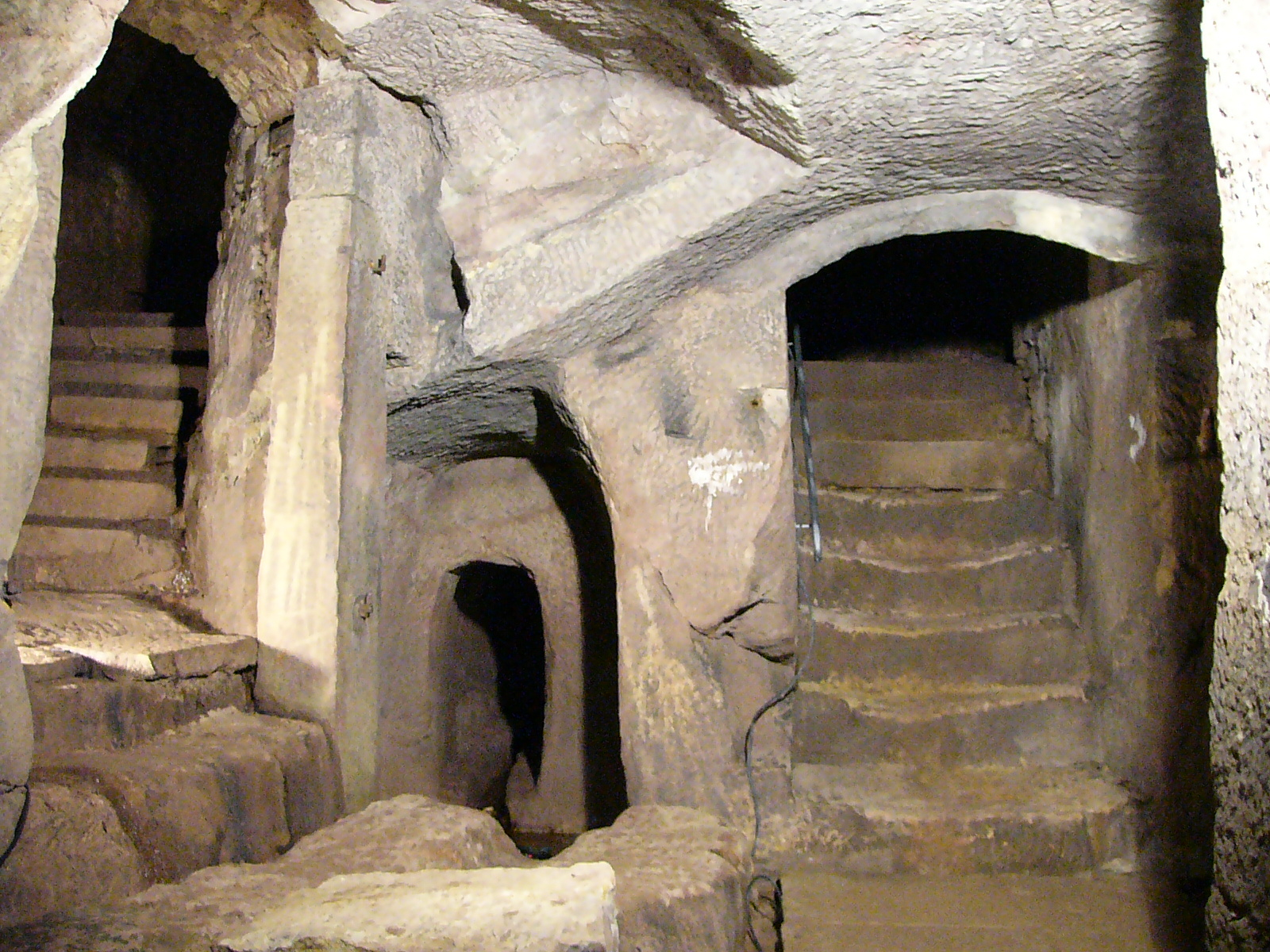
Der Felsenkeller der ehemaligen Wildmeisterei in Weidenberg

Der Bauboom von Felsenkellern setzte mit regionalen Unterschieden meist im 19. Jahrhundert ein.
In Franken beispielsweise hatten die Keller durch die große Brauereidichte seit jeher einen hohen Stellenwert, und man kann die Hochphase des Kellerbaus recht genau zwischen 1850 und 1860 ansiedeln. Allein im Aischgrund zwischen Marktbergel und Adelsdorf kann man weit über 600 Keller aus dieser Zeit zählen. Auch im Süden des thüringischen Landkreises Hildburghausen gibt es in oder bei jedem Ort Privatkeller; die Felsenkeller sind fast das einzige, was von dem wegen seiner Nähe zur innerdeutschen Grenze abgesiedelten Ort Erlebach noch zu sehen ist.
Durch Aufkommen neuer Kühlmethoden sind viele der kleineren Privatkeller heute funktionslos geworden, stehen offen oder verfallen. Sie dienen jedoch weiterhin dem Naturschutz, da sie lokal als wichtige Winterquartiere geschützter Tierarten dienen, beispielsweise von Fledermäusen.

## Erscheinungsbild eines typischen Felsenkellers
Das Erscheinungsbild eines Kellers kann, bis auf wenige Ausnahmen, zur Erklärung verallgemeinert werden, und die einzelnen Details des exemplarisch präsentierten Kellers Mühlstüberl am Kellerberg in Höchstadt an der Aisch finden sich so oder in leicht abgeänderter Form in allen Felsenkellern wieder.

### Eingang

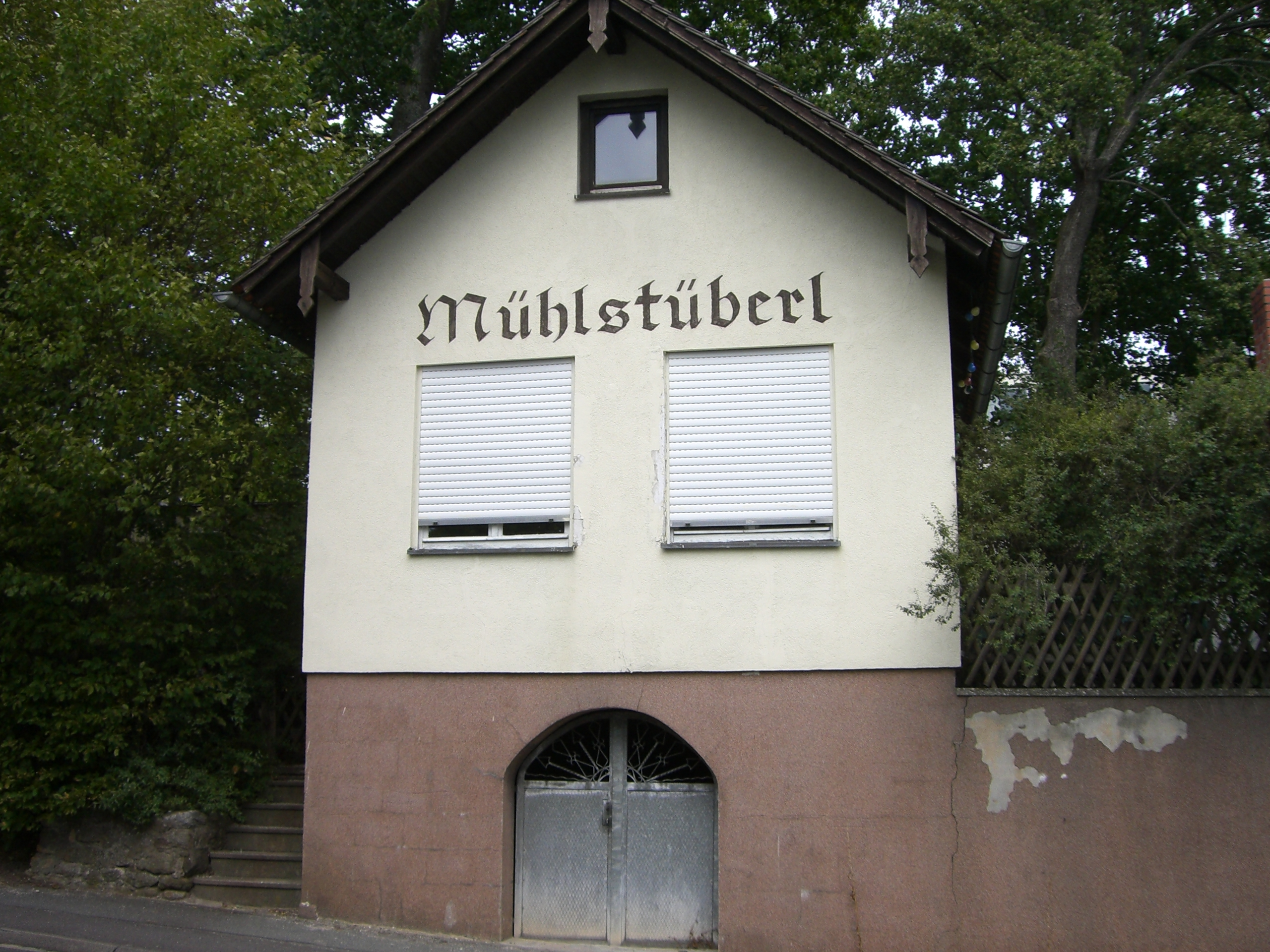
Kellerhaus in Höchstadt an der Aisch

Besonders bei größeren und regelmäßig frequentierten Felsenkellern findet man oft nicht nur ein gemauertes Eingangstor, sondern auch ein Kellerhaus direkt über dem Kellereingang. Überwiegend dienten solche Häuser zur Lagerung der Gerätschaften, die z. B. für den Transport des Lagergutes in den Keller benötigt wurden. Vereinzelt entwickelten sich aus den Kellerhäusern auch Schankhäuser und Versammlungsorte der Kellergemeinschaften mit Tanzflächen oder Kegelbahnen. Der fränkische Ausdruck „auf die Keller gehen“ rührt von der Möglichkeit, direkt über dem Kellereingang zu sitzen her.
Da ein solches Haus, auch durch die hohen Bau- und Erhaltungskosten, nicht überall möglich war, wurde der Eingang häufig nur ein Stück weit aus dem Hang heraus gemauert und somit vor den Keller verlegt. Dies half, den Eingangsbereich vor direkter Sonneneinstrahlung abzuschirmen und so den Keller vor größeren Temperaturen und -schwankungen zu schützen.  Zusätzlich wurden häufig Bäume zur Beschattung gepflanzt, die heute jedoch mit ihrem Gewicht und dem starken Wurzelwerk viele Eingänge zum Einsturz bringen.

### Kellerraum

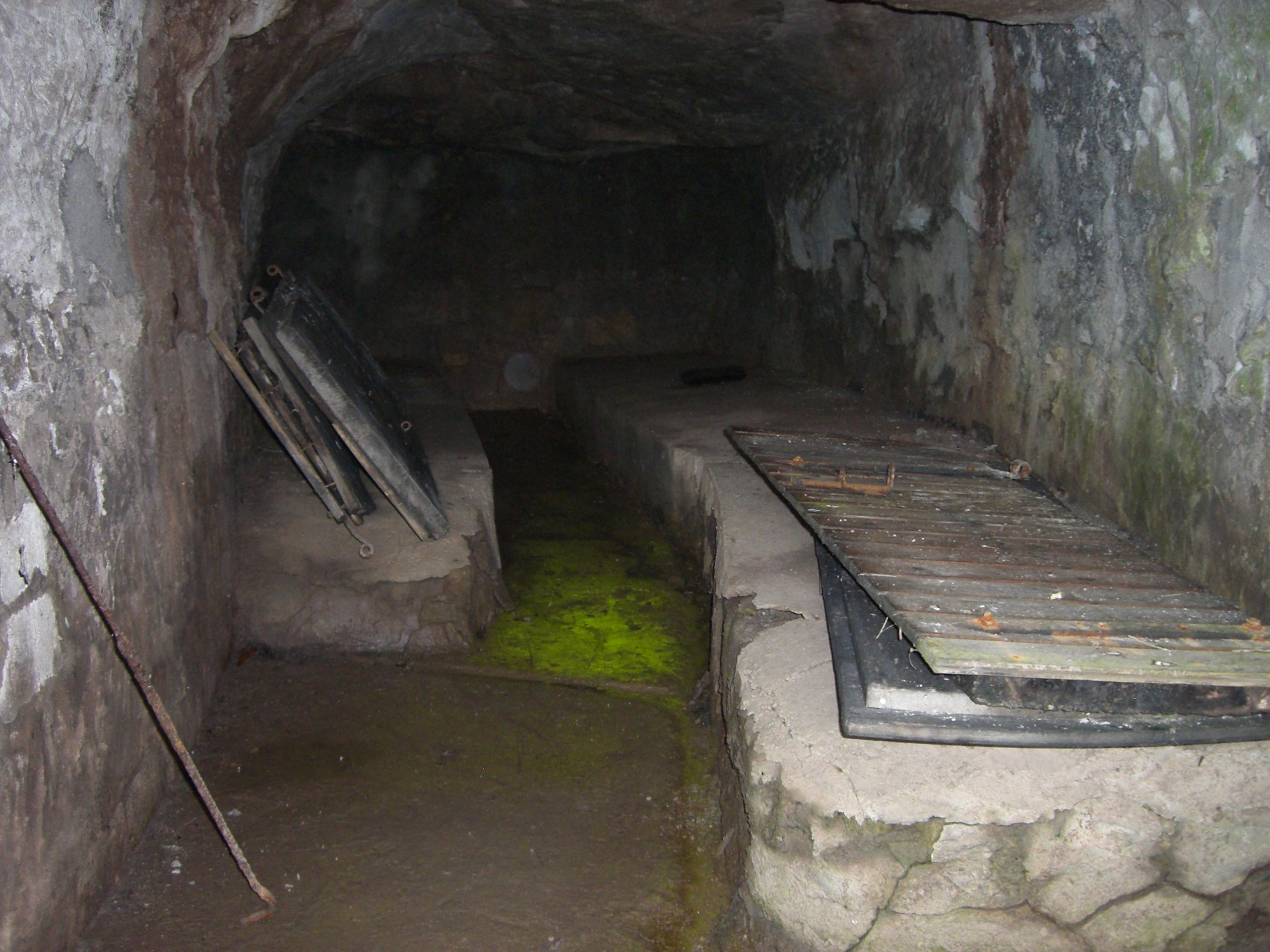
Fasslager in Reumannswind

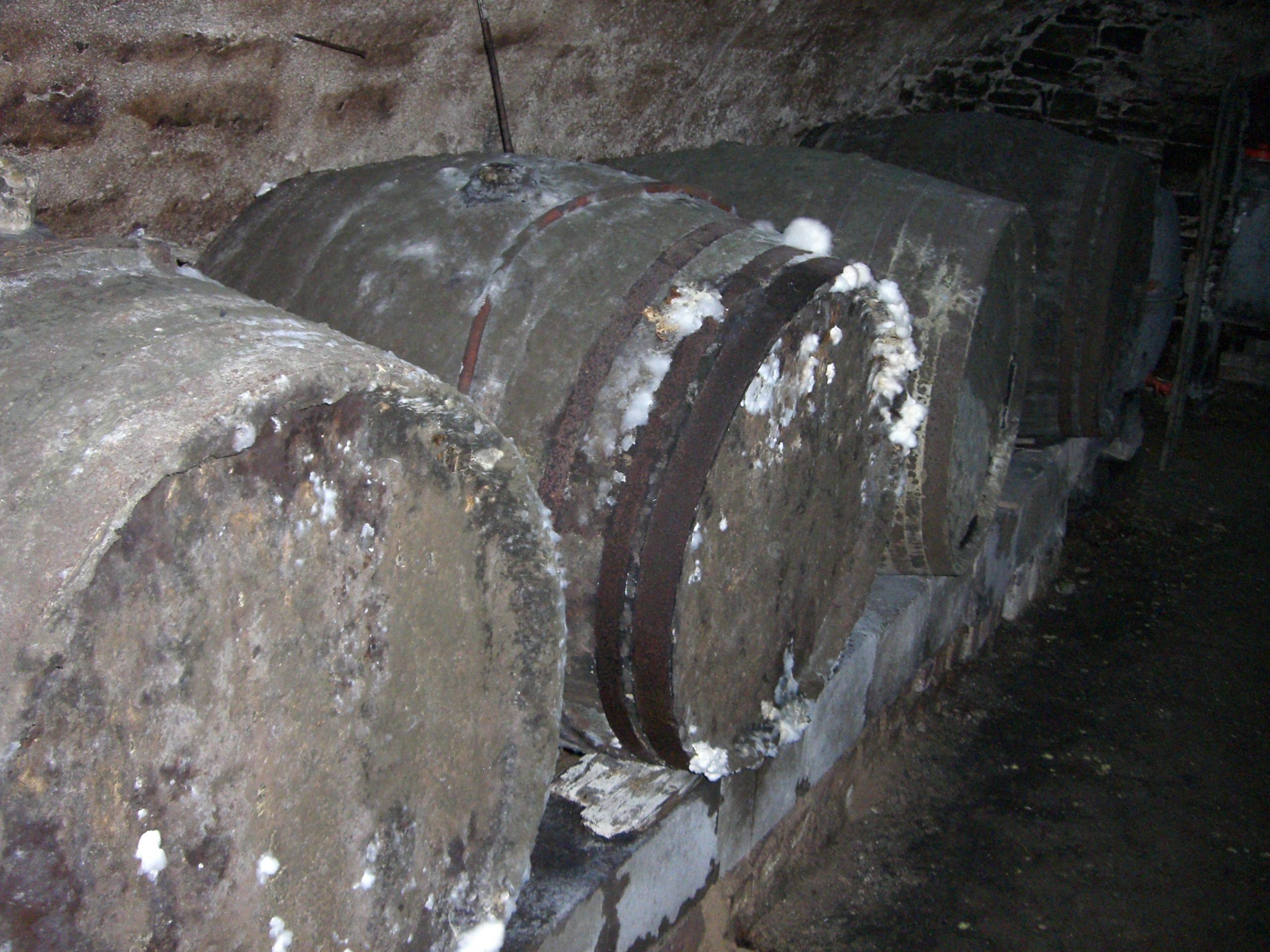
Ein Felsenkeller in Wiebelsheim

Bei Kellern, die von mehreren Parteien der Kellergemeinschaft genutzt wurden (und werden), besitzt in der Regel jede Partei einen Schlüssel für den zentralen Eingang, an den sich dann der Gang mit den einzelnen, individuell verschließbaren Räumen anschließt.
Die Keller im Aischgrund sind im Durchschnitt zwischen 1,6 m – 2 m hoch und 6 m² – 10 m² groß.
In Bierkellern findet man entweder auf der einen Wandseite oder zu beiden Seiten, getrennt durch einen Gang, erhöhte Fasslager. Auf einer Höhe von 30 cm – 50 cm wurden hier die Bierfässer gelagert, die mehrere hundert Liter fassen konnten. Abgelegt auf Holzbalken oder metallenen Halterungen ersparte die Hochlagerung umständliches Bücken, erleichterte das Zapfen und schützte die Holzfässer zusätzlich vor eventuell in den Keller einfließendem Grund- oder Regenwasser.
Heute dienen die Fasslager häufig als Abstellmöglichkeit für Konserven und Eingemachtes nach Ernte oder Schlachtung.
Bei reinen Lagerkellern für Feldfrüchte entfallen die Lagerstufen, und es findet sich ein ebener Boden, der Ein- und Ausfuhr der Produkte erleichtert. Teilweise wurden zur besseren Abtrennung der einzelnen Sorten Stein- oder Ziegelmauern eingezogen.
Zum typischen Erscheinungsbild eines Felsenkellers im Aischgrund zählen vor allem noch die Aussparungen für Kerzen oder Öllampen in der Kellerwand. Diese „altertümliche“ Art der Beleuchtung wird auch heute meist noch verwendet, da ein Anschluss der nicht gastronomisch genutzten Keller an die öffentliche Stromversorgung nur in Einzelfällen existiert.

### Belüftung des Felsenkellers

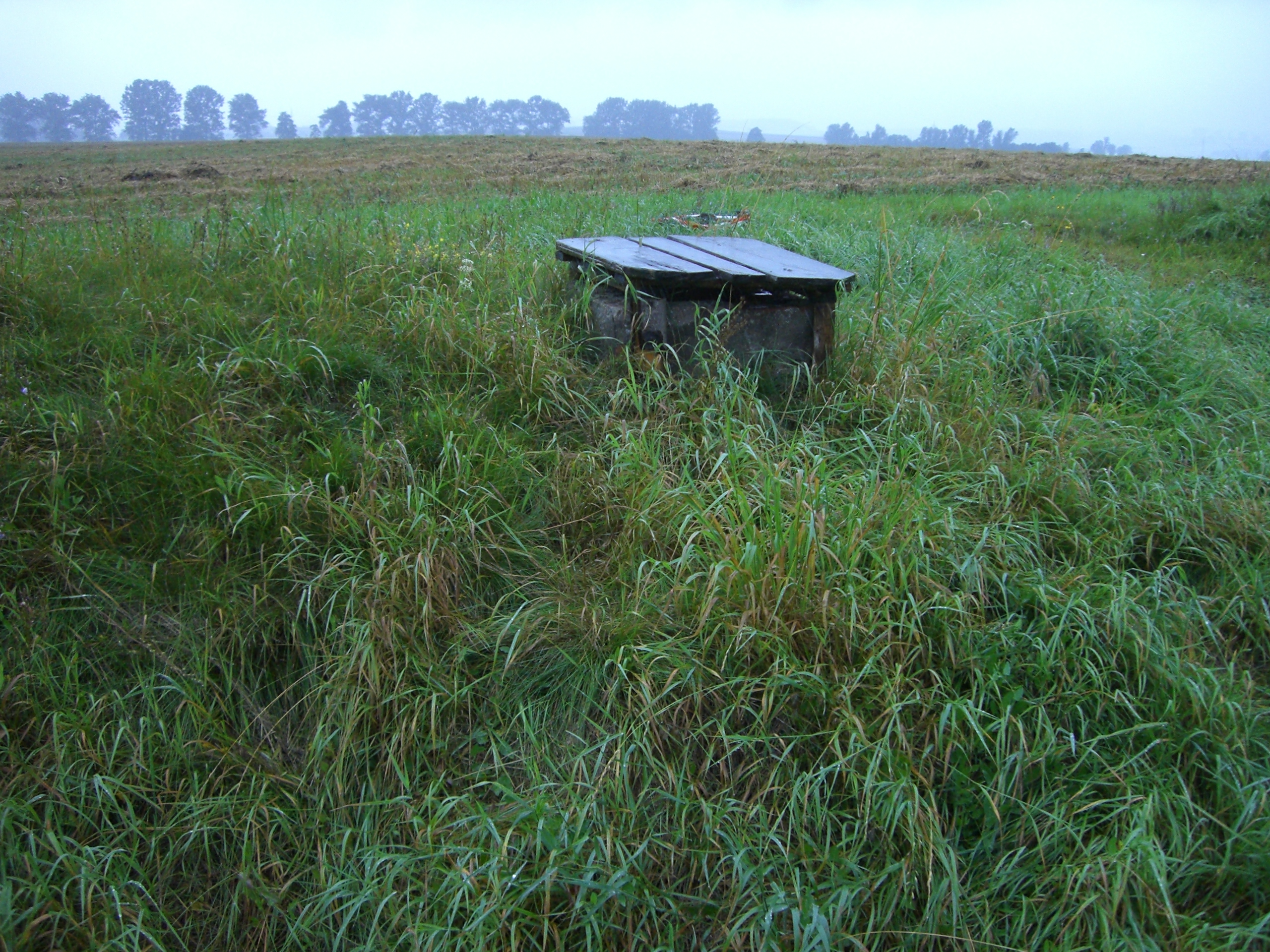
Ein Lüftungsschacht in Kaubenheim

Da die erhöhte Luftfeuchtigkeit des Erdreichs in mehreren Metern Tiefe ein natürlicher Feind des hölzernen Bierfasses und der Feldfrucht ist, verfügen die meisten Keller über einen Lüftungsschacht in der Decke des mittleren bis hinteren Kellerbereiches, so dass, eventuell in Verbindung mit einem Lüftungsschlitz oder -rohr im Eingangsbereich, ein Luftstrom durch den Keller erzeugt werden  und Moder verhindert werden konnte.

Da vor allem die Auslässe der Lüftungsschächte an der Erdoberfläche anfällig für Erosionsprozesse sind, die den Schacht trichterförmig ausweiten und den darunter liegenden Kellerraum mit Geröll füllen können, wurden oftmals Verstärkungen aus Stein oder Beton um die Schächte angebracht und Regendächer installiert.

## Bekannte Felsenkeller
- Brauhaus Felsenkeller
- Brauerei Felsenkeller in Herford
- Brauerei-Museum Felsenkeller
- Lavakeller (Mendig)
- Felsenkeller (Bamberg)
- Felsenkeller Bayreuth
- Felsenkeller (Dresden)
- Felsenkeller (Duderstadt)
- Felsenkeller (Höxter)
- Felsenkeller (Pleinfeld)
- Felsenkeller (Leipzig)
- Felsenkeller (Niederhofen bei Pilsach)
- Felsenkeller (Schwandorf)
- Felsen- und Gewölbekeller „Das Gedärm von Weidenberg“
- Felsen- und Gewölbekeller unter Unser Lieben Frauen (Mittweida)
- Felsenkeller (Weppersdorf), Freiluftwirtshaus in der Nähe von Forchheim
- Felsenkeller (Dillstädt)
- Kellerberg (Höchstadt a.d. Aisch)
- Kellerberg (Voggendorf)
- Felsengänge (Nürnberg)
- Felsenkeller bei Fischbach bei Nürnberg
- Felsenkeller Löwengrube bei Altdorf
- Felsenkeller (Schwabach)
- Felsenkeller (Wunsiedel i. Fichtelgebirge)
- Weißenstädter Kellerwelt
- Forschungsreaktor Haigerloch – eine deutsche Kernreaktor-Versuchsanlage, die gegen Ende des Zweiten Weltkriegs Anfang 1945 in einem Felsenkeller im hohenzollerischen Haigerloch gebaut wurde.
- Felsenkeller Rod an der Weil in Privatbesitz befindlicher Felsenkeller, gleichnamige Gaststätte, Gemeinde Weilrod im Taunus